# پولسکا نووا ویش
پولسکا نووا ویش (به لهستانی:  Polska Nowa Wieś) یک روستا در لهستان است که در گمینا کومپراخچیتسه واقع شده‌است. پولسکا نووا ویش ۱٬۸۵۸ نفر جمعیت دارد.